# Középpontos hétszögszámok
A számelméletben középpontos hétszögszám a középpontos sokszögszámok egy fajtája; minden olyan szám, amely egy középső pont körül szabályos hétszög alakú rétegekben elrendezett pontok számát adja.
Az n. középpontos hétszögszám képlete a következő:
{\displaystyle H_{n}={{7n^{2}-7n+2} \over 2}}.
A középpontos hétszögszámok kifejezhetőek háromszögszámok függvényeként a következőképpen:
{\displaystyle H_{n+1}=1+7T_{n}}
ahol Tn az n. háromszögszám:
{\displaystyle T_{n}={n(n+1) \over 2}={n^{2}+n \over 2}={n+1 \choose 2}}
Az első néhány középpontos hétszögszám a következő:
1, 8, 22, 43, 71, 106, 148, 197, 253, 316, 386, 463, 547, 638, 736, 841, 953, … (A069099 sorozat az OEIS-ben)
A középpontos hétszögszámok sorozatának paritási mintázata páratlan-páros-páros-páratlan.

## Középpontos hétszögprímek
A középpontos hétszögprímek olyan középpontos hétszögszámok, amelyek prímszámok is egyben. Az első néhány középpontos hétszögprím a következő:
43, 71, 197, 463, 547, 953, 1471, 1933, … (A144974 sorozat az OEIS-ben)